# Биологически активные вещества
Биологи́чески акти́вные вещества́ (БАВ) — химические вещества, обладающие при небольших концентрациях высокой физиологической активностью по отношению к определённым группам живых организмов (в первую очередь — по отношению к человеку, а также по отношению к растениям, животным, грибам и пр.) или к отдельным группам их клеток. Физиологическая активность веществ может рассматриваться как с точки зрения возможности их медицинского применения, так и с точки зрения поддержания нормальной жизнедеятельности человеческого организма либо придания группе организмов особых свойств (таких, например, как повышенная устойчивость культурных растений к болезням).
Биологически активными веществами являются ферменты, гормоны, витамины, антибиотики, стимуляторы роста (ауксины, гиббереллины, кинины), гербициды, инсектициды, биогенные стимуляторы (содержащие некоторые дикарбоновые и гуминовые кислоты, аргинин, аммиак, микроэлементы), простагландины, нейромедиаторы, пирогены и т. д.
По своему происхождению БАВ делятся на биогенные и абиогенные.

## История изучения
Выделение биологически активных веществ в особую группу соединений обсуждалось на специальной сессии медико-биологического отделения Академии медицинских наук СССР в 1975 году.
В настоящий момент сложилось мнение, будто биологически активные вещества очень важны, но выполняют лишь частные, вспомогательные функции. Это ошибочное мнение обязано своим появлением тому, что в специальной и научно-популярной литературе функции каждого БАВ рассматривались в отдельности друг от друга. Этому содействовал и преимущественный акцент на специфических функциях микронутриентов. В результате появились «штампы» (например, что витамин C служит для профилактики цинги и только).

## Физиологическая роль
Биологически активные вещества имеют крайне разнообразные физиологические функции. К примеру, некоторые вещества могут задерживать рост злокачественных опухолей или полностью подавлять их развитие.

## Биологически активные вещества пищи
Вместе с пищей человек получает большинство биологически активных веществ, которые необходимы ему для нормальной жизнедеятельности; среди них — алкалоиды, гормоны и гормоноподобные соединения, витамины, микроэлементы, биогенные амины, нейромедиаторы. Все они обладают фармакологической активностью, а многие служат ближайшими предшественниками сильнодействующих веществ, относящихся к фармакологии.
БАВ-микронутриенты применяются для лечебно-профилактических целей в составе биологически активных пищевых добавок.